# Владивостокский троллейбус
Владивостокский троллейбус — старейшая троллейбусная система Дальнего Востока и одна из самых восточных (после Хабаровска) и самых южных (после Махачкалы) троллейбусных систем в России. Действует с 29 января 1965 года. По состоянию на 2025 год работают 3 маршрута, троллейбусное хозяйство обслуживает одно депо, общее количество троллейбусов — 29, 7 из которых выведены из эксплуатации.
Эксплуатирует троллейбус во Владивостоке АО «Электрический транспорт».

## История

ЗиУ-682Б на конечной остановке ЦПКиО.
1 мая 1982 г.

Строительство троллейбусной сети во Владивостоке началось в начале 1964 года, а 29 января 1965 года был введён в эксплуатацию 1-й маршрут — от ЦПКиО (ныне Покровский парк) до остановки посёлок Рыбак (ныне остановка Постышева, рядом располагается троллейбусный парк). Вскоре был запущен 2-й маршрут — от ЦПКиО до улицы Багратиона, впоследствии, сначала продленный практически до центра города — Спортивной гавани, а позже, в 1982 удлинён в противоположном его направлении до завода «Варяг». В 1977 была введена в эксплуатацию ветка на Фуникулёр, таким образом появился маршрут № 4 «Фуникулёр—Багратиона». В 1982 году появился маршрут № 5 «Автовокзал — завод „Варяг“». К 125-летию Владивостока, 2 июля 1985 года в торжественной обстановке открыта троллейбусная линия на Океанскую: самый протяженный маршрут во Владивостоке, пролегающий в пригородную зону. К 1991 году во Владивостоке действовало уже 7 постоянных маршрутов. Строительство линий было продолжено и после перестройки. В 1998 году была проведена троллейбусная ветка от Фуникулера вниз по улице Суханова с выходом на Океанский проспект возле магазина «Изумруд». По ней пошёл новый маршрут 4а «завод „Варяг“ — Фуникулер — магазин „Изумруд“», а в 1999 году ещё один маршрут — 8-й «Чайка — Фуникулёр — магазин „Изумруд“». В 1999 был введён в строй новый участок от больницы Рыбаков до Клинической больницы, по нему пошли 10-й и 11-й маршруты. Кроме того, в том же году открывался временный 12-й маршрут «Универсам — Клиническая больница». Он заменял 11-й маршрут, когда троллейбусы не ходили до Автовокзала из-за ремонта водовода по улице Русской. В 2002 году 12-й маршрут повторно открывался, на этот раз как экспериментальный «Фуникулёр — Клиническая больница», но через короткое время был закрыт. Таким образом в 1999 году количество маршрутов достигло своего максимума, общая длина линий составляла более 45 км.

ЗиУ-5 на Русской ул.

Однако впоследствии, из-за низкого финансирования, и как следствие, сильного износа и нехватки подвижного состава, а также жёсткой конкуренции со стороны автобусов количество маршрутов стало сокращаться. Маршрут № 1 был закрыт ещё в конце 90-х годов. В 2000 году прекращено движение по маршрутам 4а и 8, и впоследствии была снята контактная сеть от Фуникулёра до магазина «Изумруд», так как оказалось, что уклон дороги при движении с Фуникулёра в центр превышает допустимые нормы для троллейбусного движения. 8-й маршрут какое-то время ходил как «Чайка — Фуникулер», а через короткое время был закрыт. В 2002 году движение транспорта до остановки Фокина было закрыто, конечная остановка перенесена с улицы Фокина на Семёновскую площадь, а контактная сеть на улице Фокина снята. Тогда же указом мэра 2, 3, 6 и 10 маршруты стали ходить только до Покровского парка. В том же году 2-й маршрут был закрыт.

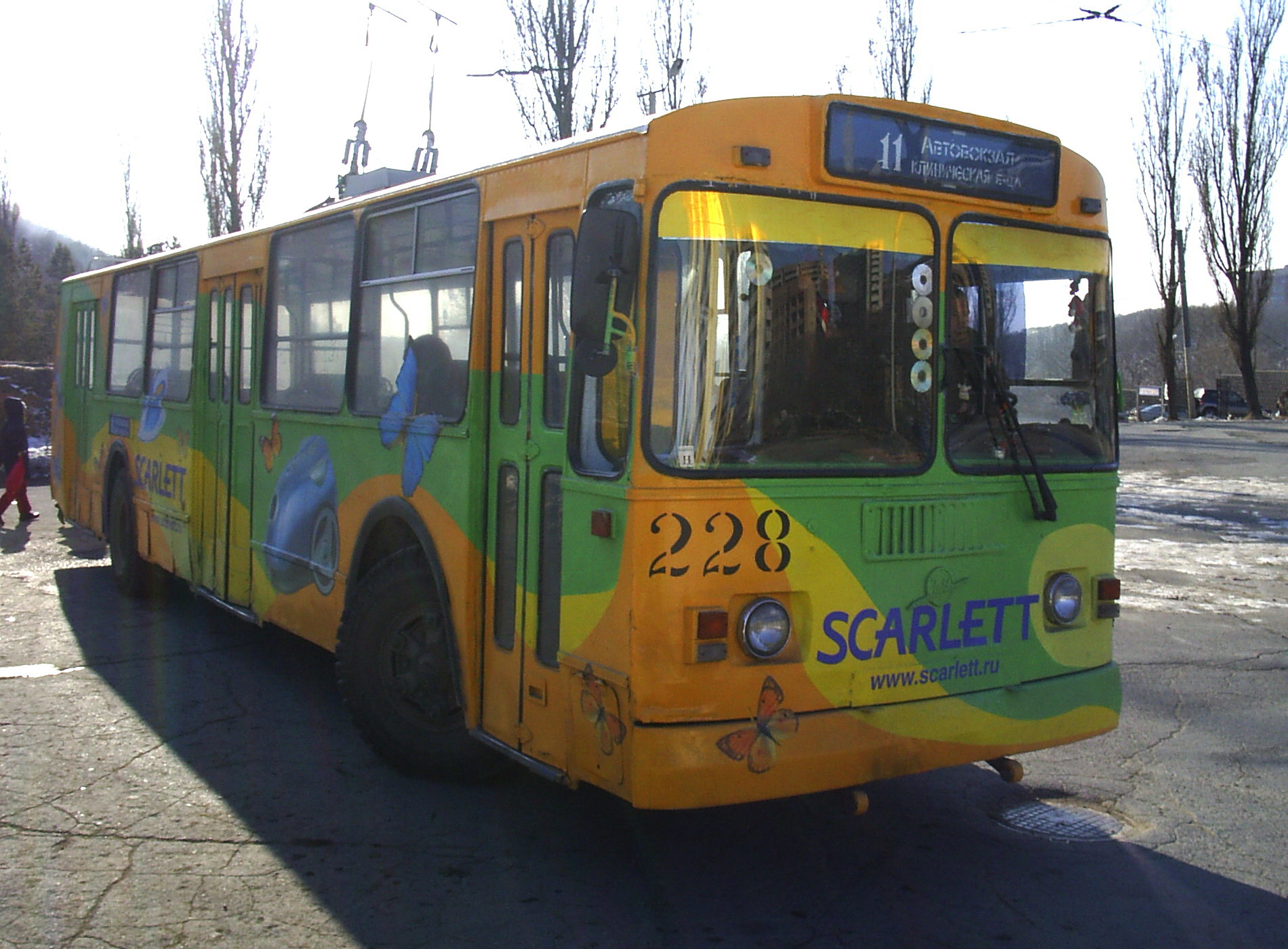
ЗиУ-682Г на остановке Клиническая Больница.5 января 2006 г.

В 2003 году троллейбус 10-го маршрута снова пошёл в Центр — была проведена контактная сеть на Семёновскую площадь. В том же году закрывается 3-й маршрут (в настоящее время движение по нему осуществляется в случае порыва контактной сети между фабрикой «Заря» и Чайкой, для замены 6-го маршрута). В 2005 году 10-й маршрут перестал ходить до Семёновской и снова был укорочен до Покровского парка, а в 2006 году и вовсе закрыт. Впоследствии контактная сеть на участке между Покровским парком и Семёновской площадью была частично разобрана. Однако в октябре 2008 года она была полностью восстановлена, вероятно, для проведения троллейбусных экскурсий в рамках социальных программ.
Весной 2009 года после реконструкции федеральной трассы в районе Чайки разворот троллейбусов на кольце Чайка был запрещён из соображений безопасности. И хотя само кольцо осталось, разворот на нём теперь разрешён только в крайних случаях. Окончательно закрыты маршруты № 1, функционировавший в случае порыва контактной сети между Чайкой и Океанской для замены 6-го маршрута, и № 9, функционировавший в Пасхальные и Родительские дни.
В 2004—2005 годах велось строительство линии на улицах Кирова и Енисейской, предполагалось продление маршрутов 5 и 11. По состоянию на февраль 2008 года строительство заморожено.

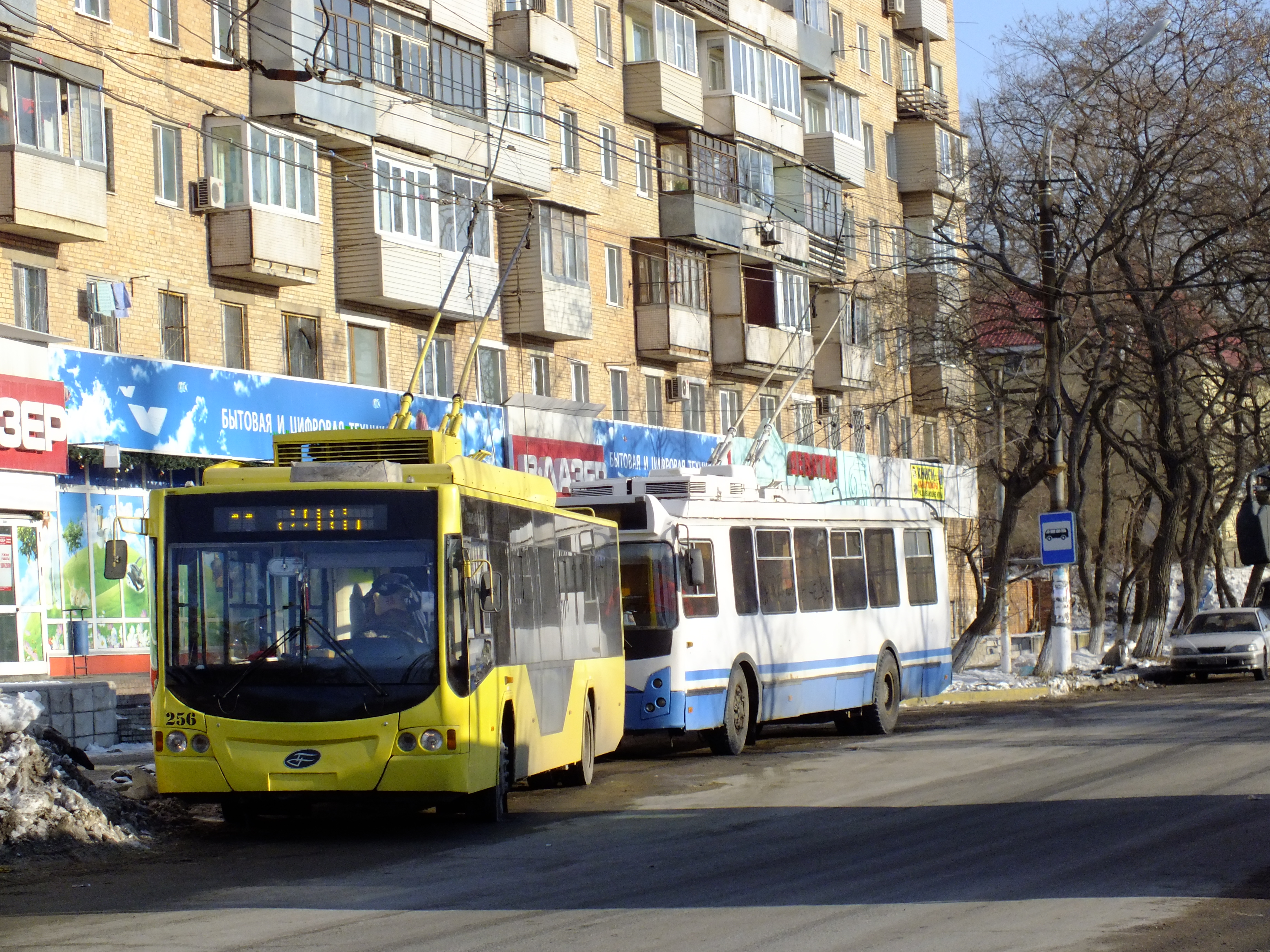
Троллейбусы на Русской ул. у автовокзала.

24 апреля 2009 года на совещании работников предприятия «Электрический транспорт» были озвучены планы администрации по закрытию трамвая и замене его троллейбусом. Однако замена возможна только в случае покупки новых троллейбусов, что планируется не раньше 2010 года. Предполагается заменить маршруты 4 и 7. В частности, в качестве альтернативы 7-му маршруту предлагается два варианта движения троллейбусов (причём только до 3-й Рабочей):
1. С Семёновской по улице Мордовцева (как и висит контактная сеть) троллейбус поворачивает на улицу Алеутскую и далее следует как трамвай 7-го маршрута. Заход на Железнодорожный вокзал не предусмотрен.
2. Троллейбус поворачивает на Океанский проспект перед остановкой Некрасовская (под путепровод перед «Водоканалом»).

В связи с реконструкцией федеральной трассы «Владивосток — Хабаровск», с 12 марта 2010 года маршрут № 6 укорочен до Ботанического сада. После окончания реконструкции федеральной трассы, ориентировочно с октября 2011 года планируется удлинить троллейбусный маршрут № 6 до Сахарного ключа.
21—22 июля 2010 г. — демонтирована КС по маршруту № 4.
3 августа 2010 года губернатор Приморского края Сергей Дарькин сообщил, что троллейбусную линию в пригороде Владивостока удлинят до Спутника. Работы должны начаться в 2011 году.
19 августа 2010 года — закрыто движение троллейбусов на Ботанический сад.
12 сентября 2010 года открыто движение троллейбусов до Седанки.
14 сентября 2010 года — вновь закрыт маршрут № 6 на Седанку.
15 ноября 2010 года в связи с реконструкцией моста через Вторую речку закрывается маршрут № 3.
14 декабря 2012 года восстановлена контактная сеть до троллейбусного депо. Троллейбусы самостоятельно выходят на маршруты из депо.
15 декабря прибыли два новых троллейбуса производства «Транс-Альфа» модели ВМЗ-5298.01-50 «Авангард» в желтой окраске.
30 декабря 2016 года прибыл ещё один новый троллейбус ВМЗ-5298.01-50 «Авангард».
Подвижной состав на момент открытия движения в 1965 году — 15 троллейбусов ЗиУ-5Г, впоследствии ежегодно, вплоть до 1994 года троллейбусный парк постоянно пополнялся: ЗиУ-5Д, ЗиУ-682Б, ЗиУ-682В, ЗиУ-682В1 (1 шт., 1980 года выпуска, списан в 90-х годах, бортовой номер 137), ЗиУ-682В, ЗиУ-682В-012, ЗиУ-682В-013, ЗиУ-682Г АКСМ-101М (1 шт., сгорел), ЗиУ-683Б (4 шт.), ЗиУ-682Г-016-012 (с августа 2006 г. 15 шт.). ЗиУ-5 довольно рано ушли в небытие, уже к 1978 г. был списан последний троллейбус. Причин, скорее всего, было несколько, в том числе: конструкция кузова троллейбуса: алюминиевая обшивка и стальной каркас вызывал коррозию алюминия в условиях морского климата, отсутствие возможности проводить капитальный ремонт подвижного состава ввиду удаленности Владивостока от ремзаводов, а также массовые закупки во второй половине 70-х годов ЗиУ-682В. Всего ЗиУ-5 за всю историю развития троллейбусной системы Владивостока пришло около 58 единиц. Закрепление бортовых номеров в 60-е — начало 70-х годов было следующее: № 01 — техпомощь КТГ-1, № 02 — 59 — ЗиУ-5, с № 60 и далее — ЗиУ-682. После списания первых ЗиУ-5Г освободившийся инвентарный № 02 был закреплен за второй приобретенной машиной технической помощи КТГ-2.
30 мая 2025 года открыт маршрут № 4, соединяющий микрорайон Снеговая Падь с фуникулёром в центре города. На маршруте работают троллейбусы с автономным ходом.

## Действующие маршруты
| Номер маршрута | Направление                       | Количество троллейбусов | Интервал движения в мин. | Начало движения | Окончание движения |
| -------------- | --------------------------------- | ----------------------- | ------------------------ | --------------- | ------------------ |
| 4              | Адмирала Смирнова - Фуникулёр     | 3                       | 30                       | 6:30            | 19:30              |
| 5              | Автовокзал - Завод "Варяг"        | 1                       | 30                       | 6:07            | 22:21              |
| 11             | Автовокзал - Клиническая больница | 2                       | 15 - 20                  | 6:12            | 22:31              |

## Закрытые маршруты
- № 1. ЦПКиО (Покровский парк) — Чайка
- № 2. Фокина — завод «Варяг»
- № 2к. Покровский парк — завод «Варяг»
- № 3. Покровский парк — фабрика «Заря»
- № 4а. Завод «Варяг» — Фуникулёр — магазин «Изумруд»
- № 6. Покровский парк — Океанская
- № 7. Океанская — Универсам
- № 8. Чайка — Фуникулёр — магазин «Изумруд»
- № 9. Универсам — Чайка
- № 10. Фокина — Клиническая больница
- № 12. Фуникулёр — Клиническая больница

## Подвижной состав
По состоянию на март 2025 года, во Владивостоке присутствуют 27 троллейбусов, из них новые и выведенные.
Пассажирский ПС:
| Модель                 | Фото | Общее количество троллейбусов/работающих троллейбусов/музейных троллейбусов | Бортовые номера эксплуатирующиеся/не эксплуатирующиеся/выведенных из эксплуатации троллейбусы | Музейные бортовые номера эксплуатирующиеся/не эксплуатирующиеся/выведенных из эксплуатации троллейбусы |
| ---------------------- | ---- | --------------------------------------------------------------------------- | --------------------------------------------------------------------------------------------- | --- |
| ЗиУ-682Г-012 [Г0А]     |      | 1/0/1                                                                       | ---/---/---                                                                                   | ---/237/---                                                                                            |
| ЗиУ-682Г-016.02        |      | 7/0/0                                                                       | ---/---/243, 244, 245, 249, 250, 251, 253                                                     | ---/---/---                                                                                            |
| ВМЗ-5298.01 «Авангард» |      | 20/8/0                                                                      | 164, 165, 166, 167, 168, 169, 170, 171/256, 258(резервы), б/н(10 шт.)/---                     | ---/---/---                                                                                            |

Служебный ПС:
| Модель          | Фото | Общее количество/эксплуатирующееся/не эксплуатирующееся троллейбусов | Бортовые номера эксплуатирующиеся/не эксплуатирующиеся/выведенных из эксплуатации троллейбусов |
| --------------- | ---- | -------------------------------------------------------------------- | ---------------------------------------------------------------------------------------------- |
| ЗиУ-682Г-016.02 |      | 1/1/0                                                                | 241/---/---                                                                                    |

Троллейбусы, больше не эксплуатирующий в городе:
- Пассажирский ПС:
  - ЗиУ-5
  - ЗиУ-5Д
  - ЗиУ-682 (Модификации):
    - ЗиУ-682*
    - ЗиУ-682Б
    - ЗиУ-682В
    - ЗиУ-682В1
    - ЗиУ-682В [В00] (Кроме б/н 224)
    - ЗиУ-682В-012 [В0А]
    - ЗиУ-682В-013 [В0В]
    - ЗиУ-682Г [Г00] (Кроме б/н 238)
    - ЗиУ-6205 [620500]

  - ЗиУ-683В01
  - АКСМ 101М
- Служебный ПС:
  - КТГ-1
  - ЗиУ-682В [В00]
  - ЗиУ-682Г [Г00]